# Hoffa
Hoffa (Hoffa: un pulso al poder en Hispanoamérica) es una película franco-estadounidense biográfica-dramática de 1992 dirigida por Danny DeVito y protagonizada por Jack Nicholson junto a DeVito, Armand Assante, J.T. Walsh y John C. Reilly. Fue escrita por David Mamet.

## Sinopsis
La historia relata la vida y misteriosa muerte del líder sindical estadounidense Jimmy Hoffa (1913-1975), quien fue presidente de la Hermandad internacional de camioneros.

## Reparto
- Jack Nicholson ... Jimmy Hoffa
- Danny DeVito ... Robert 'Bobby' Ciaro
- Armand Assante ... Carol D'Alesandro
- J. T. Walsh ... Frank Fitzsimmons
- John C. Reilly ... Pete Connelly
- Frank Whaley ... Camionero
- Kevin Anderson ... Robert F. Kennedy
- John P. Ryan ... "Red" Bennett
- Robert Prosky ... Billy Flynn
- Natalia Nogulich ... Jo Hoffa
- Nicholas Pryor ... Abogado de Hoffa
- Paul Guilfoyle ... Ted Harmon
- Karen Young ... Muchacha en el sindicato RTA
- Cliff Gorman ... Solly Stein

## Producción
El director Tim Burton, quien ya había trabajado con Jack Nicholson en la cinta Batman, y con Danny DeVito en su secuela Batman Returns, tuvo un cameo como uno de los cadáveres que aparecen en los ataúdes del funeral que organiza la Hermandad internacional de camioneros, luego de la protesta en la que el sindicato es atacado por rompehuelgas.

## Premios y nominaciones
La película obtuvo dos candidaturas al Premio Oscar, a la Mejor Fotografía y al Mejor Maquillaje, y una candidatura al Globo de Oro al Mejor Actor (Jack Nicholson). La cinta ganó el premio American Society of Cinematographer (Sociedad Americana de Cinematógrafos) de 1993 y el premio Political Film Society (Sociedad de Películas Políticas) 1993 (en la categoría Exposé).